# NGC 6596
NGC 6596 é um aglomerado aberto na direção da constelação de Sagittarius. O objeto foi descoberto pelo astrônomo William Herschel em 1786, usando um telescópio refletor com abertura de 18,6 polegadas. 